# Synagogue de Nördlingen (1886-1938)

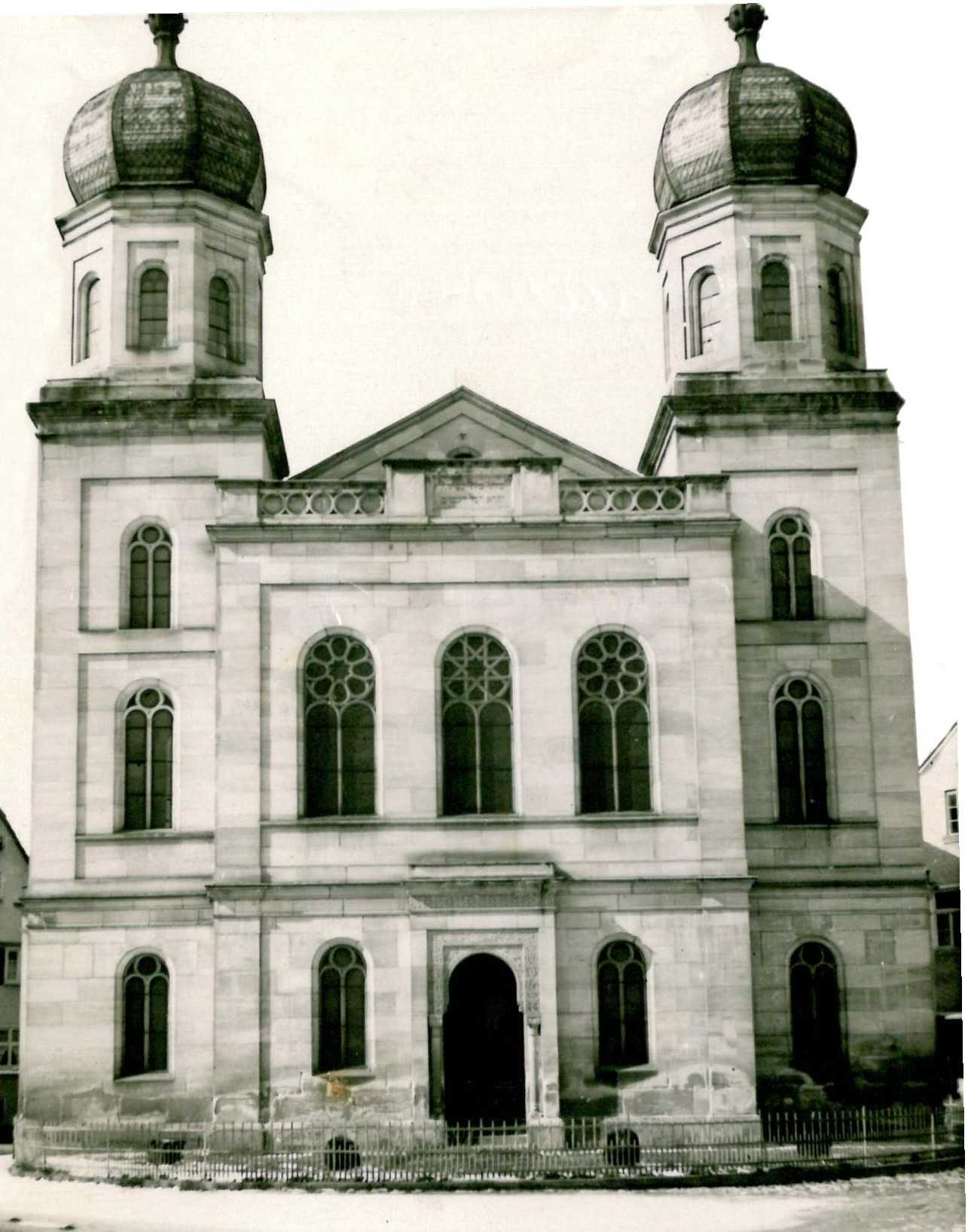
La synagogue à la fin du XIX

Nördlingen est une ville de Bavière dans l'arrondissement de Danube-Ries. Elle compte actuellement un peu plus de 21 000 habitants. Sa communauté juive, présente au Moyen Âge, a été expulsée au début du XVIe siècle. Les Juifs ne seront autorisés à y revenir qu'à partir de 1860.
Dans les années 1880, la communauté juive, forte de près de 500 âmes, décide de construire une synagogue représentative de son statut. Celle-ci sera utilisée jusqu'en 1938. Dévastée pendant la nuit de Cristal, elle sera vendue à la ville, utilisée par l'Église évangélique luthérienne avant d'être détruite en 1997.

## Histoire de la communauté juive

### La communauté juive au Moyen Âge
Une importante communauté juive existe à Nördlingen au Moyen Âge, mentionnée dans le droit de la ville rédigé entre 1290 et 1300. L'existence de cette communauté est interrompue par les périodes de persécution en 1290, 1298, 1349, 1384, jusqu'à l'expulsion des juifs en 1506-1507.
La première communauté du XIIIe siècle a son centre dans le secteur du Brettermarkt. Au XIVe siècle une synagogue se trouve au 1 « Judengasse », à l'angle de la Schrannenstraße. Mentionnée pour la première fois en 1394 et en 1402, elle devient probablement la propriété de la ville lors des persécutions de la période de la peste noire. Á sa place, se trouvait avant la Première Guerre mondiale, une grange appartenant à l'établissement Bayerischer Hof. Dans la nuit du 26 au 27 février 1914, elle a été incendiée. Lorsque le toit et le mur avant sont tombés, les anciens murs extérieurs, hauts et épais, de l'ancienne synagogue sont réapparus et, avec eux, l'arc de la voûte imposante, les étroites fenêtres gothiques et les parties saillantes du mur qui soutenaient la galerie des femmes.
Lors d'un pogrom, le 29 juillet 1384, les Juifs de la ville qui n'ont pas réussi à fuir, sont assassinés ; leurs maisons et la synagogue deviennent propriété de la ville. En raison de ce pogrom, Nördlingen est temporairement exclue du livre des villes souabes en 1385. En 1393, la synagogue est offerte par le conseil municipal à l'ordre des Antonins de Memmingen, mais le projet de construire une chapelle à la place échoue.
Au XVe siècle, une nouvelle petite communauté juive se reforme dans la ville, mais les familles juives sont constamment menacées d'expulsion: après 1453 et pendant 6 ans, il n'y a plus eu de Juif dans la ville. Á partir de 1401, les familles juives peuvent utiliser le bâtiment de la synagogue contre paiement d'un loyer. Un cimetière juif, mentionné pour la première fois en 1415, et qui est déjà le troisième cimetière juif médiéval de la ville, se trouve sur le Henkelberg (anciennement Galgenberg) et était utilisé par les familles juives vivant à Nördlingen et dans les environs. En novembre 1506, après des années d'efforts, la ville de Nördlingen obtient que les Juifs de la ville soient expulsés « pour toujours ». Ils doivent quitter la ville dans un délai de trois mois. Leurs maisons et la synagogue deviennent de nouveau la propriété du conseil de la ville.
Au XVIIe siècle, pendant la guerre de Trente Ans en 1636-1637 et en 1644 ainsi qu'en 1673, quelques Juifs s'installent en ville de façon temporaire.

### La communauté juive auXIXeetXXesiècles
Ce n'est qu'en 1860 que les juifs peuvent à nouveau s'installer à Nördlingen. Le premier Juif à s'y installer est le marchand de cuir Eduard Höchstädter de Mönchsdeggingen. La plupart viennent des localités environnantes de Kleinerdlingen (commune rattachée à Nördlingen en 1972), Ederheim, Mönchsdeggingen, Harbourg, Wallerstein, Hainsfarth et Steinhart.
De 1860 à 1910, le nombre d'habitants juifs évolue comme suit: en 1860 une famille; en 1867 61 habitants juifs, soit 0,9 % des 6 873 habitants de la ville; en 1871 176 soit environ 25 familles et 2,5 % des 7 079 habitants de la ville; en 1875 de 70 à 80 familles; en 1880 347 Juifs soit 4,4 % de 7 837 habitants; en 1890 469 soit 5,9 % de 8 004; en 1900 408 soit 4,9 % de 8 299; en 1910 314 soit 3,6 % de 8 705. Le maximum a été atteint en 1899 avec 489 habitants juifs. La communauté fait partie du rabbinat de district de Wallerstein, représenté plus tard par Ichenhausen.
Au cours des décennies suivantes, les Juifs ont ouvert des établissements de négoce, des boutiques et des magasins importants pour la vie économique de la ville. L'entreprise de broyage de marbre Max Koppel & Sons, qui compte environ 40 employés vers 1900, est bien connue et fournit, entre autres, des pierres tombales aux cimetières juifs de tout le sud de l'Allemagne.

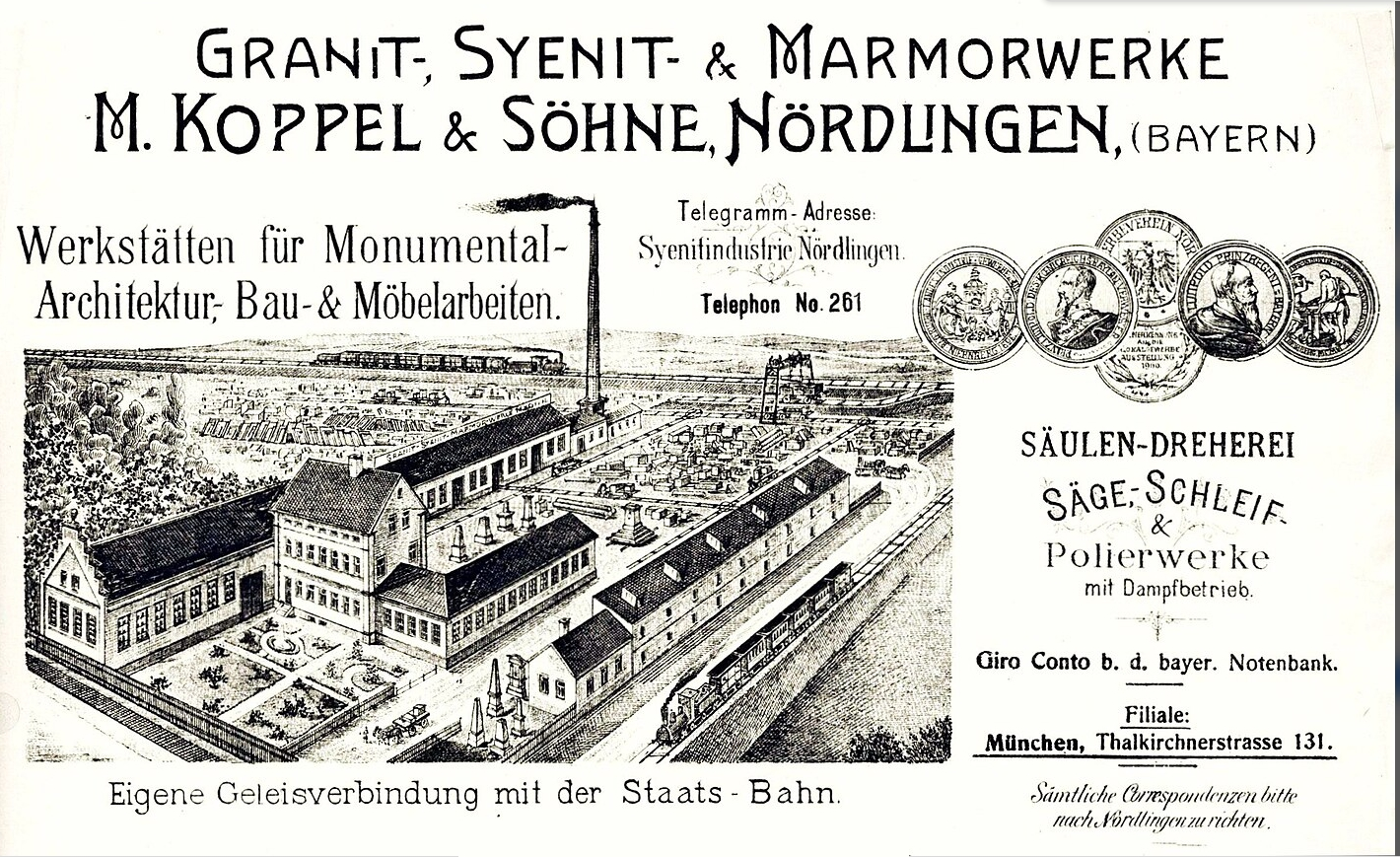
Publicité pour l'entreprise Max Koppel & Sons. 1911
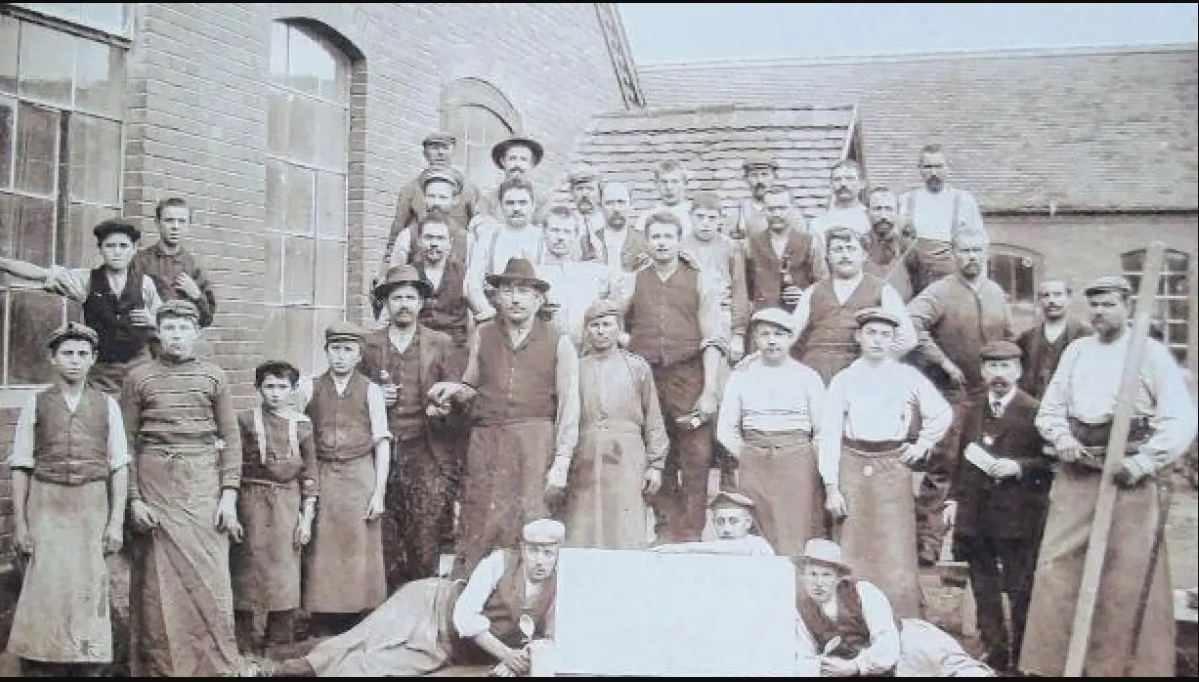
Photographie du personnel de l'entreprise Max Koppel & Sons. 1912

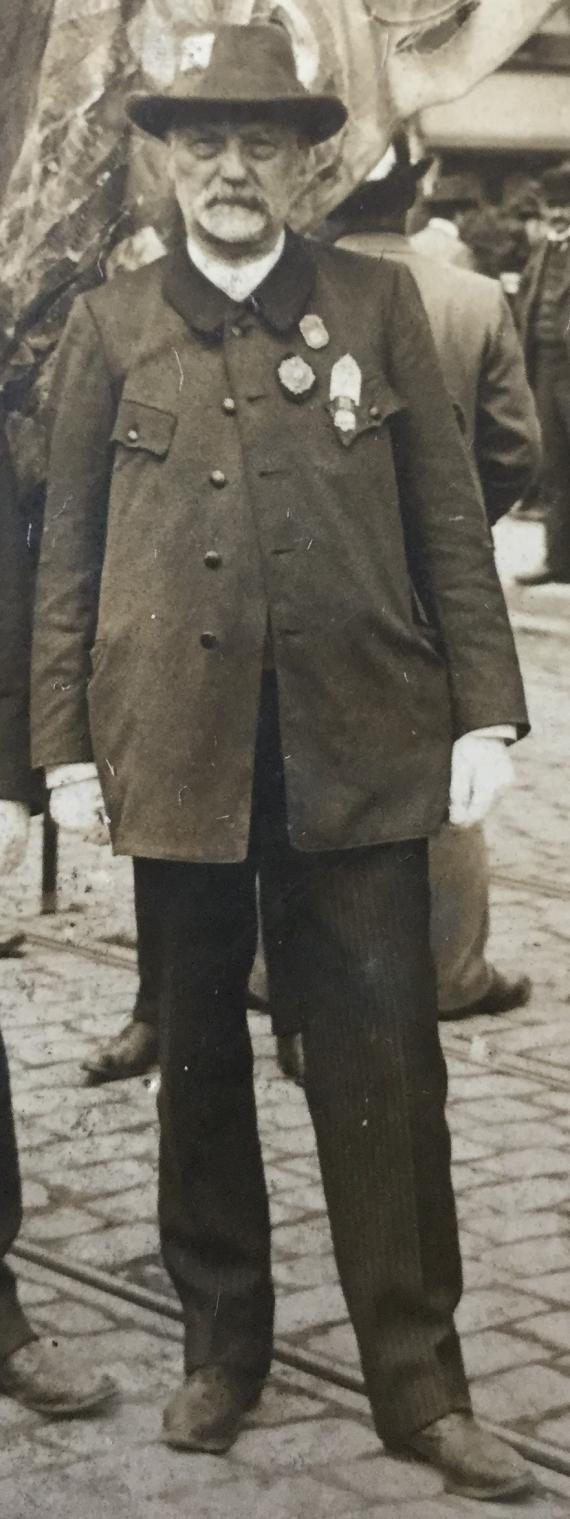
Abraham Weiler, le premier Hazzan de la synagogue

La communauté juive dispose d'une salle de prière, d'une synagogue, d'une école religieuse, d'un bain rituel et d'un cimetière. Pour accomplir les devoirs religieux de la communauté, celle-ci emploie un enseignant religieux qui sert également de hazzan (chantre) et de shohet (abatteur rituel). Le poste est occupé par Abraham Weiler dès la fondation de la communauté en 1870. Il exercera jusqu'à sa mort en 1908,. De 1908 à 1911, Elias Godlewsky, qui enseignait au préalable à Amberg, lui succède. Après sa nomination à Fürth, il est remplacé par Hermann Strauß, qui travaillera dans la communauté de 1911 jusqu'à son émigration en 1939 et enseignera l'éducation religieuse juive dans les écoles de la ville.
Pendant la Première Guerre mondiale, la communauté juive de Nördlingen perd sept de ses membres. Leur nom figure sur une pierre commémorative dans le cimetière juif, avec l'inscription suivante: 
« Fürs Vaterland seid ihr gestorben: Wir ehren Euch.
Fürs Judentum habt ihr erworben das Himmelreich
Vous êtes morts pour la patrie : nous vous honorons.
Pour le judaïsme vous avez acquis le royaume des cieux »
Vers 1924, la communauté juive compte environ 250 personnes et ses dirigeants sont Ludwig Rosenfelder, Gabriel Schweißheimer, Jakob Seligmann, Gabriel Hamburger, Moses Rosenberger, David Sternglanz et Robert Neumann. Hermann Strauß, est employé comme professeur et chantre, et Sally Halpern comme shohet (abatteur rituel) et chamach (bedeau de la synagogue). À cette époque, quatre enfants fréquentent l’école religieuse de la communauté, tandis que les autres enfants reçoivent une instruction religieuse dans les écoles de la ville. Parmi les associations juives, on peut nommer la Chewra Kadisha (Société du dernier devoir), fondée en 1898, avec pour buts : la charité et les services funéraires. En 1924 et 1932, elle est dirigée par Emil Koppel avec 50 membres en 1924 et 65 en 1932; la Israelitischer Frauenverein (Association des femmes israélites), fondée en 1900, avec pour buts les soins infirmiers et le soutien aux nécessiteux. Dirigée par Frieda Stoll, elle compte 70 membres en 1924 et 30 en 1932; le fonds de charité  Gemilus Chessodim sous la direction de Moses Rosenberger. En 1932, le Wanderarmenkasse (fonds d'aide aux pauvres migrants) est également fondé pour venir en aide aux Juifs voyageant à travers le pays. Il existe également des groupes locaux de l'Association sioniste, fondée vers 1924; du Keren Kajemet le Jisrael (Fonds national juif pour Israël) et de la Jüdischer Jugendverein (Association de la jeunesse juive), fondée en 1921. La communauté dépend du rabbinat du district de Wallerstein, qui est désormais desservi par Ichenhausen. En 1932, les dirigeants de la communauté sont: Jacob Seligmann, président et Norbert Neumann, vice-président. Le secrétaire est le professeur et chantre Hermann Strauß.
En 1933, à l'arrivée au pouvoir d'Hitler, 186 Juifs vivent dans la ville soit 2,2 % de la population totale de 8 402 habitants. Immédiatement des réglementations antijuives sont mises en place dans la ville. Dès l’été 1933, il est interdit aux Juifs de fréquenter les piscines municipales. En revanche, l’activité économique leur est encore partiellement possible. Jusqu'à l'été 1937, le commerce du bétail à Nördlingen est encore majoritairement aux mains des Juifs. En raison de la répression croissante et des conséquences du boycott économique, au début de novembre 1938, 71 Juifs ont quitté la ville:  38 ont émigré, dont 22 aux États-Unis, cinq en Hollande et en Palestine et le reste dans d'autres pays; 33 se sont installés dans des grandes villes allemandes, principalement Munich, Nuremberg ou Augsbourg. Lors de la nuit de Cristal en novembre 1938, la synagogue est profanée et pillée, et les maisons des familles juives vandalisées, de nombreux objets et de l'argent volés. Environ 30 hommes juifs sont emmenés à la prison de la ville. 20 d'entre eux sont libérés au bout d'une semaine et les autres déportés via Augsbourg vers le camp de concentration de Dachau. Avant la fin de 1941, 45 autres résidents juifs réussissent à quitter la ville, dont 33 parviennent à émigrer dont 18 vers les États-Unis, 9 en Angleterre et dans d'autres pays. Entre 1933 et 1942, 39 Juifs sont morts à Nördlingen. Le 31 mars 1942, 25 résidents juifs sont déportés via Munich vers Piaski près de Lublin. Les derniers Juifs de Nördlingen, 15 personnes âgées, sont déportés en août dans le ghetto de Theresienstadt. Nördlingen est alors devenue judenfrei (libre de Juifs) selon la propagande nazie.
Le mémorial de Yad Vashem de Jérusalem et le Gedenkbuch - Opfer der Verfolgung der Juden unter der nationalsozialistischen Gewaltherrschaft in Deutschland 1933-1945 (Livre commémoratif – Victimes des persécutions des Juifs sous la dictature nazie en Allemagne 1933-1945) répertorient 129 habitants juifs nés, ou ayant vécu longtemps à Nördlingen parmi les victimes juives du nazisme.

## Histoire de la synagogue

### La première salle de prière
En 1869, 15 familles juives vivent à Nördlingen. Ils se rendent à Kleinerdlingen pour les offices du shabbat et des jours de fête. Ce n’est que le 28 mars que la communauté nouvellement créée reçoit l’approbation du gouvernement royal. La communauté juive d'Ederheim, (distante de 6 km), est alors rattachée à celle de Nördlingen, de sorte qu'ensemble la communauté compte 27 membres. Celle-ci loue les locaux de l'ancienne imprimerie Mundbuch, située dans la maison du 4/4A de la Kreuzgasse qu'elle transforme en salle de prière. Des contrats sont conclus avec le rabbinat de Wallerstein et la commune de Mönchsdeggingen pour l'utilisation de leur cimetière et avec la commune de Kleinerdlingen (actuellement un quartier de Nördlingen) pour l'utilisation de leur mikvé (bain rituel). La salle de prière est inaugurée par le rabbin de district David Weißkopf le 12 août 1870 lors du Shabbat Nachamu (shabbat suivant la fête de Tisha Beav) de l'année hébraïque 5630. En 1874, un bain rituel indépendant est construit et en 1876, un cimetière est aménagé sur une pente douce devant la Berger Tor.

### La construction de la synagogue

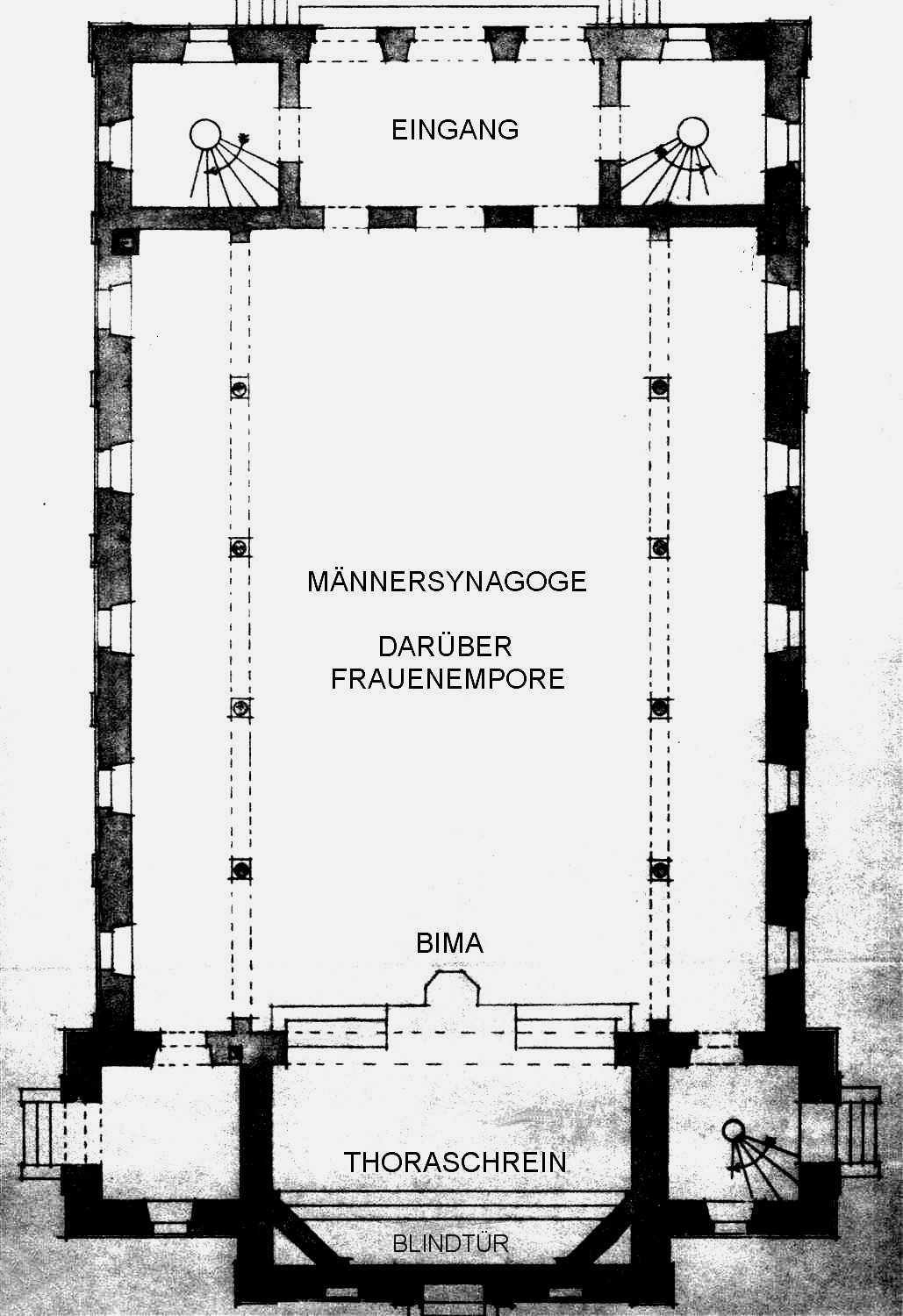
Plan d'architecte du rez-de-chaussée de la synagogue

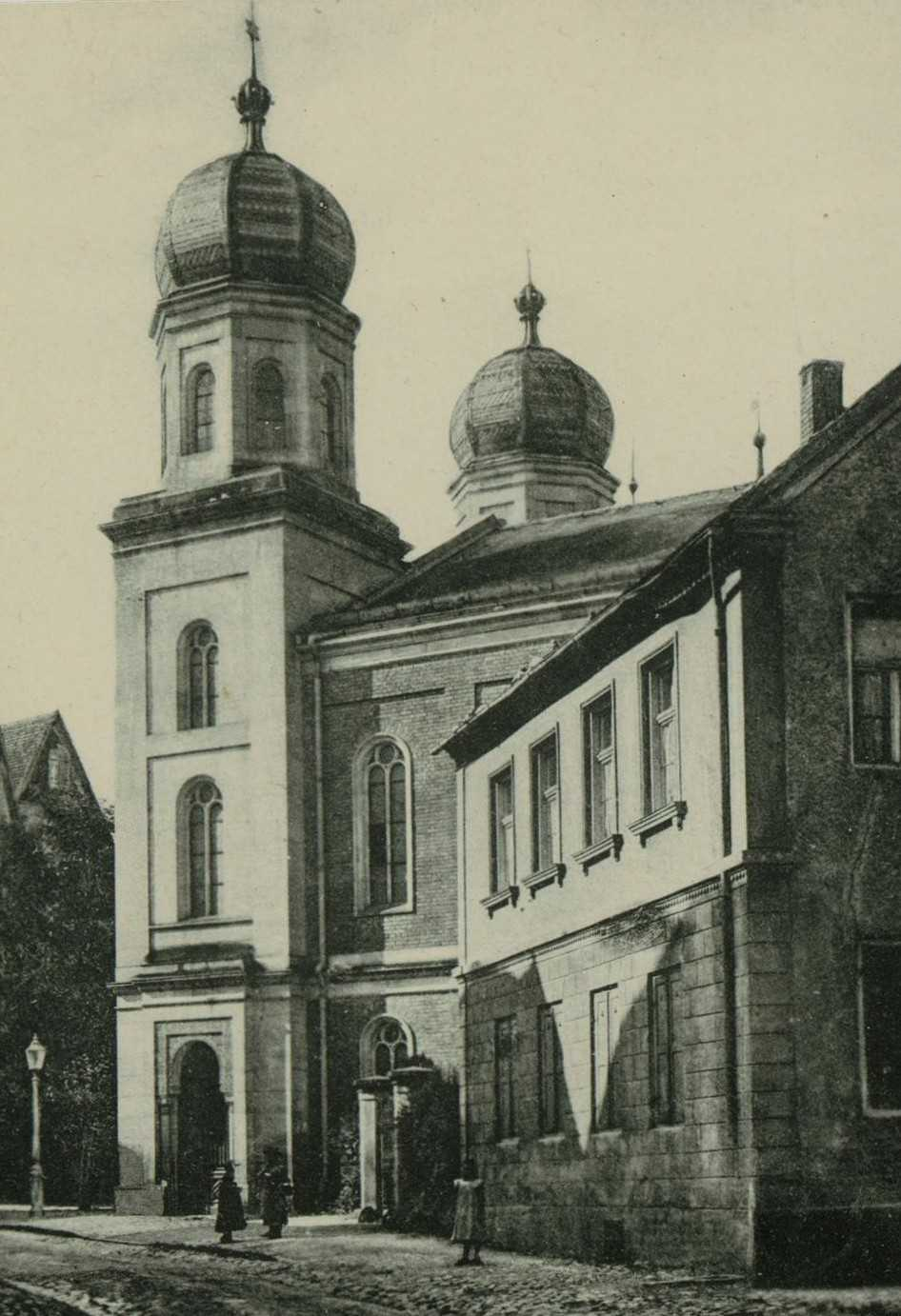
Vue latérale de la synagogue

À la suite de l'augmentation constante de la communauté, qui compte près de 500 âmes au milieu des années 1880, la salle de prière s'avère rapidement trop petite et la communauté se voit confrontée à la nécessité de construire une synagogue adaptée à sa taille. Le 19 janvier 1884, la communauté est autorisée à acheter un terrain pour y construire une synagogue. L'acquisition de l'auberge zum Greifen pour la somme de 22 000 reichsmarks a lieu le 5 mars 1884. Le 1er juin 1884, les plans établis par l'ingénieur Max Gaab (1846-1915) sont approuvés à l'unanimité par l'assemblée de la communauté. Les plans et le budget de la construction de la synagogue sont entérinés par les autorités le 3 novembre 1884. Les travaux de terrassement commencent le 11 mars 1885, et la pose de la première pierre a lieu le 27 avril en présence du rabbin de district, du premier maire et de l'architecte chargé de la construction. Un document en hébreu et en allemand est inséré dans la première pierre.

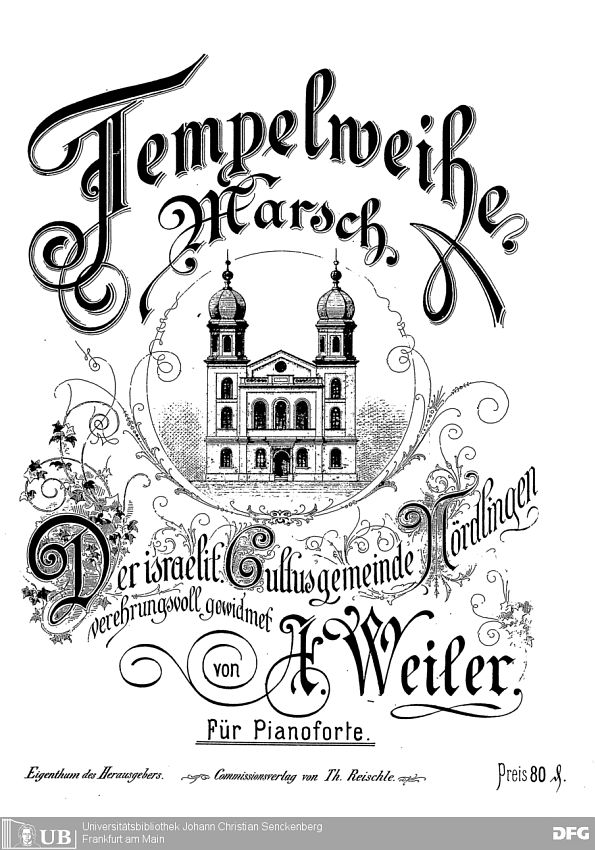
Marche composée par le hazzan pour la consécration de la synagogue

Le mardi 14 septembre 1886, tous les travaux sont terminés. Le 17 septembre 1886 se déroule l'inauguration solennelle avec la participation des autorités de l'État et de la ville, du clergé, des recteurs et des enseignants des établissements d'enseignement supérieur ainsi que de nombreux invités venus d'autres villes. Le hazzan de la synagogue, A. Weiler, compose pour l'occasion la Tempelweihen Marsh (Marche de l'inauguration du temple) pour piano-forte.
« Le discours d'adieu dans l'ancienne synagogue a été prononcé par le rabbin du district de Kleinerdlingen, M. Cohn, et le discours de consécration par le rabbin du district d'Ichenhausen, A. Cohn. Le service religieux a été célébré de manière très solennelle par le professeur et cantor A. Weiler.
Des femmes pieuses ont offert un magnifique rideau pour l'Arche d'alliance et une couverture en velours rouge richement brodé d'or pour la bimah, des jeunes filles ont brodé elles-mêmes des manteaux de Torah ; des hommes et des femmes ont fait don d'un rideau blanc brodé d'or, ainsi que des fenêtres peintes sur la façade est, d'une lampe Ner tamid, de chandeliers en argent et d'autres objets. »
Sur le plan architectural, la synagogue de Nördlingen a été fortement influencée par celle de Kitzingen, construite deux ans plus tôt, tant dans la disposition générale de la façade ouest que dans les murs de la nef. Les églises baroques de la région ont servi de modèle extérieur pour les deux édifices. Le bâtiment fait 29 mètres de long sur 16 mètres de large, avec une hauteur hors tout de 12 mètres.

### Coût et financement
Le coût total de la construction s'élève à 120 000 marks. La construction de la synagogue est financée par un prêt de 80 000 marks et par la vente de sièges de la synagogue pour un total de 40 000 marks. Cependant, tous les Juifs vivant à Nördlingen ne veulent pas participer à sa construction et certains déposent plainte auprès du tribunal administratif. Les journaux communautaires juifs Der Israelit et Allgemeinen Zeitung des Judentums relatent ces poursuites: 
« Le bâtiment de la synagogue de Nördlingen fait actuellement l’objet d’une procédure devant le tribunal administratif. Pour couvrir les frais de 120 000 marks pour la construction d'une nouvelle synagogue, l'administration religieuse israélite a décidé que 40 000 marks seront à la charge des membres de la communauté, sachant que 80 000 marks ont déjà été collectés grâce à un prêt. Ces 40 000 marks seront désormais collectés en faisant payer aux chefs de famille mariés 400 marks chacun pour deux places et aux chefs de famille célibataires 200 marks chacun pour une place dans la nouvelle synagogue, qui ne sera pas achevée avant août de cette année. Le nombre de membres de la communauté est de 85. La décision a été confirmée par le conseil municipal de Nördlingen, contre lequel 6 membres de la communauté concernés ont déposé une plainte auprès du tribunal administratif. Lors de l'audience d'aujourd'hui, la plainte a été présentée par l'avocat Dr. Wassermann qui a décrit la décision en question comme une atteinte à la liberté de conscience, sans compter la charge totalement injustifiée et injuste imposée à tous les membres indépendants de la communauté, sans tenir compte de leur capacité fiscale et de leur capacité contributive. L'avocat Dr. Hellmann, plaidant en faveur de la communauté religieuse, considère que la décision est appropriée et, compte tenu de la solvabilité reconnue des Israélites de Nördlingen, ne la considère pas comme une charge excessive. Le procureur général, Dr. Schaff, dans son rapport, a demandé que la plainte soit recevable au motif que les membres individuels ne sont pas obligés d’acheter des sièges de la synagogue et que la décision de l’administration religieuse n’impliquait pas une charge égale pour les membres individuels et n’était en aucune façon conforme à la loi. Le jugement est prévu pour le 9 avril. »
La décision du tribunal donne raison aux plaignants:
« Suite à la plainte de membres de la communauté religieuse de Nördlingen, Kathi Schweißheimer, Moses Hamburger et consorts, contre la décision du conseil municipal de Nördlingen concernant le paiement des contributions à la communauté religieuse israélite de Nördlingen, la décision contestée du conseil municipal a été modifiée en ce sens que les plaignants ne sont pas encore obligés de payer les contributions de 200 et 100 marks chacun, respectivement, qu'ils sont tenus de payer, puisque, selon les statuts, cette obligation n'entre en vigueur qu'une fois la synagogue terminée et les bancs prêts à être utilisés, ce qui ne sera pas le cas avant août de cette année. Au vu des motifs invoqués, la contribution réclamée ne peut être considérée comme une charge spéciale abusive ou disproportionnée, mais plutôt comme étant seulement proportionnelle aux dépenses globales extraordinaires pour la construction d'une nouvelle synagogue. La communauté religieuse supportera les frais des deux instances, à l'exception des frais de représentation exposés par les plaignants. »

### Description de la synagogue

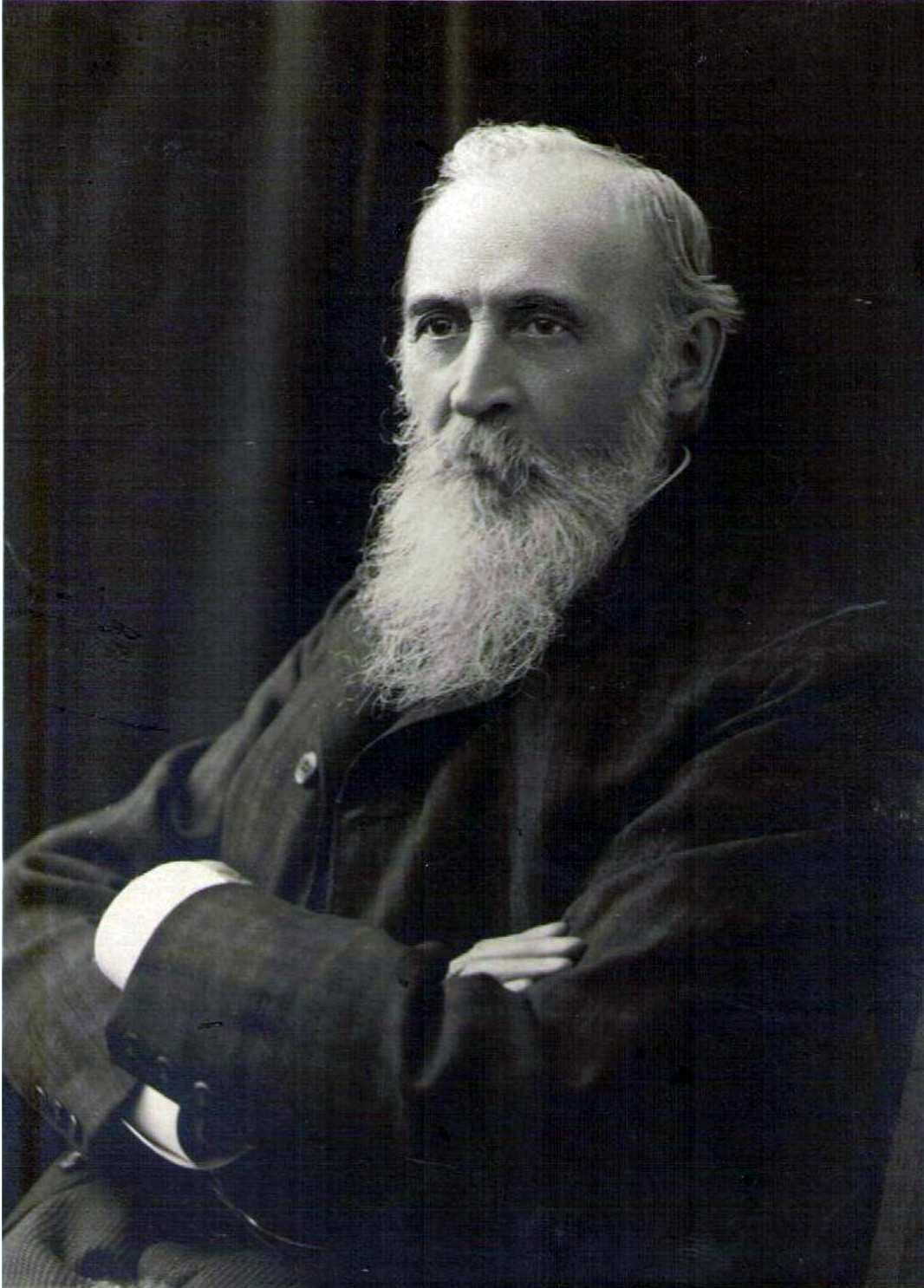
Le professeur Julius Heller

Le professeur Julius Heller décrit en détail en 1927 l'architecture intérieure et extérieure de la synagogue: 
« Le plan de construction fut établi par un architecte. L'ingénieur municipal, le futur conseiller en bâtiment Gaab, fut chargé de présenter un plan qui fut approuvé et Gaab reçut l'ordre de le réaliser. Le beau grès blanc utilisé provient des carrières de Schorndorf. Le bâtiment, dont la façade principale donne sur la Hindenburgstrasse, se présente de là comme une construction imposante. Deux jolies tours, pas très hautes, se dressent de part et d'autre d'un bâtiment central légèrement en saillie, qui se termine en haut par une plate-forme avec balustrade.
Le pignon repoussé du toit basilical inférieur sert à améliorer l'effet des tours, qui paraissent ainsi plus hautes et qui ont une forme carrée jusqu'à leur troisième niveau, mais qui deviennent octogonales à partir de là. Le toit se termine par une coupole, ce qui est du plus bel effet. Toute la façade comporte onze fenêtres en plein cintre, dont trois donnent sur les tours, deux sont situées à gauche et à droite du portail et trois sont visibles au-dessus de celui-ci. Ces dernières se distinguent de toutes les autres à l'intérieur de la maison de Dieu, au-dessus de l'Arche Sainte, par la splendeur de leurs couleurs. Dans leur partie supérieure, les tours comportent chacune encore huit petites ouvertures de fenêtres. Le portail en plein cintre, avec ses deux colonnes portant le chapiteau caractéristique souvent vu, se termine en haut par une corniche audacieuse et est décoré d'un joli ornement plat sculpté.
Selon les lois de Moïse, l'Arche Sainte doit toujours être placé à l'Est, c'est pourquoi ce portail ne pouvait pas être utilisé comme entrée, car à l'intérieur, la niche contenant l'Arche Sainte devait avoir la place d'honneur qui lui revenait. L'entrée proprement dite a donc été déplacée à l'arrière du bâtiment (à l'ouest). Comme nous l'avons déjà mentionné, la partie visible de la Hindenburgstraße est en grès blanc, mais les deux côtés latéraux ainsi que l'arrière du bâtiment sont en briques crues, les encadrements de portes et de fenêtres étant toutefois réalisés dans la même pierre blanche que la façade Est. Chaque côté latéral comporte six fenêtres en haut et en bas, toutes en arc de cercle, et le mur du fond possède trois grandes fenêtres en verre coloré pour éclairer la galerie.
On accède à l'intérieur par quelques marches. Dès l'entrée, le spectateur est frappé par le faste oriental, un tableau riche en couleurs et en or s'offre à ses yeux. La salle spacieuse et haute, le plafond à caissons en bois plat, les galeries à gauche et à droite avec leurs balustrades richement décorées, chacune reposant sur quatre puissantes colonnes en fonte, les nombreux luminaires dorés, au centre le grand lustre doré avec quarante-deux flammes, sur les murs, à gauche et à droite, quatre appliques murales, puis sur chacun des deux grands côtés, six fenêtres recouvertes d'une tenture en damas mat, le tout dans un style mauresque riche et polychrome, les parties métalliques étant dorées, ce qui prouve bien la splendeur et la richesse de ce style !
La salle est divisée par une allée centrale, de chaque côté de laquelle il y a de la place pour vingt-quatre bancs. L'intérieur tout entier est rempli d'une semi-obscurité solennelle à travers les fenêtres colorées, qui augmente vers le Saint des Saints ; L'allée centrale y mène et le fidèle s'en approche avec révérence, et lorsque l'officiant prononce les mots du Talmud inscrits au-dessus de l'arche: « Pense à celui devant qui tu te tiens », un frisson sacré s'empare de l'âme.
Devant la niche haute et profonde qui abrite l'Arche Sainte, se trouve la belle chaire richement sculptée, à ses côtés, à gauche et à droite, deux hauts chandeliers à sept branches, derrière la chaire le pupitre de l'officiant et derrière celui-ci, contre le mur, l'Arche Sainte contenant les rouleaux de la Torah, en forme de riche portique avec des colonnes et des chapiteaux, de couleur sombre, et austère, dont le contenu est dissimulé aux yeux des profanes par un rideau également sombre. Devant le sanctuaire du Saint-Sacrement, la lampe éternelle est suspendue au plafond et deux candélabres artistiques se trouvent de chaque côté. Dans la partie supérieure de la niche, les trois fenêtres déjà mentionnées lors de l'examen de l'extérieur sont décorées de couleurs magnifiques et complètent le magnifique tableau. »

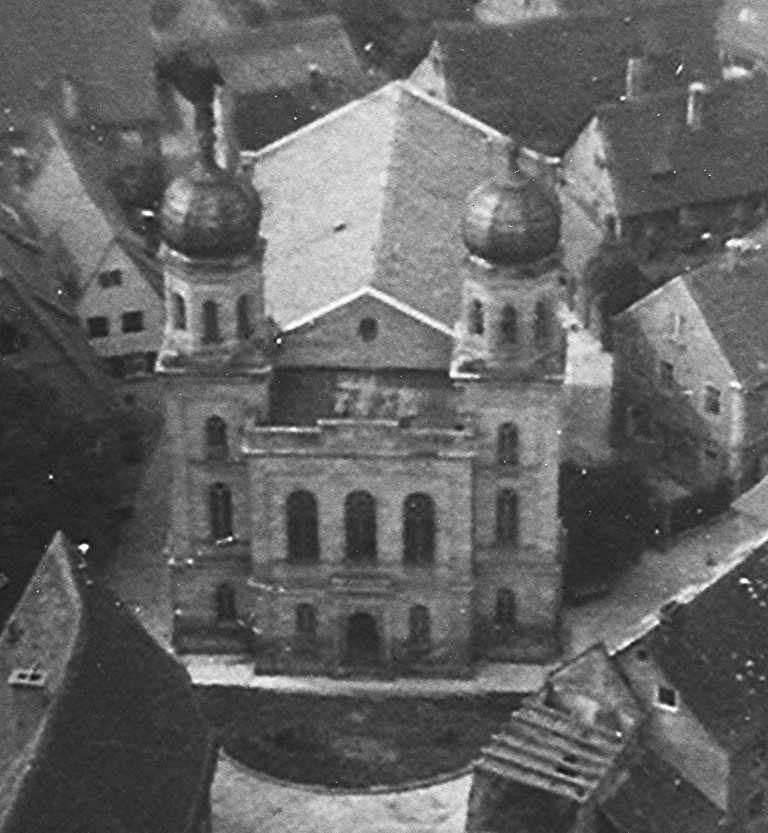
Vue aérienne de la synagogue
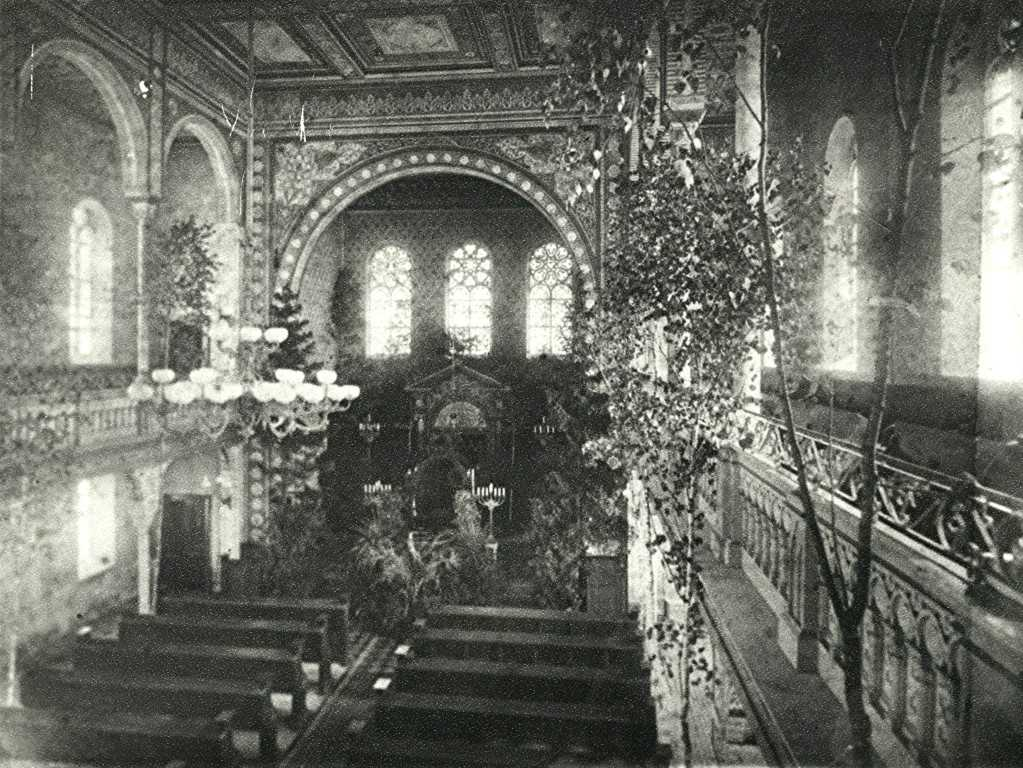
Vue générale de l'intérieur de la synagogue
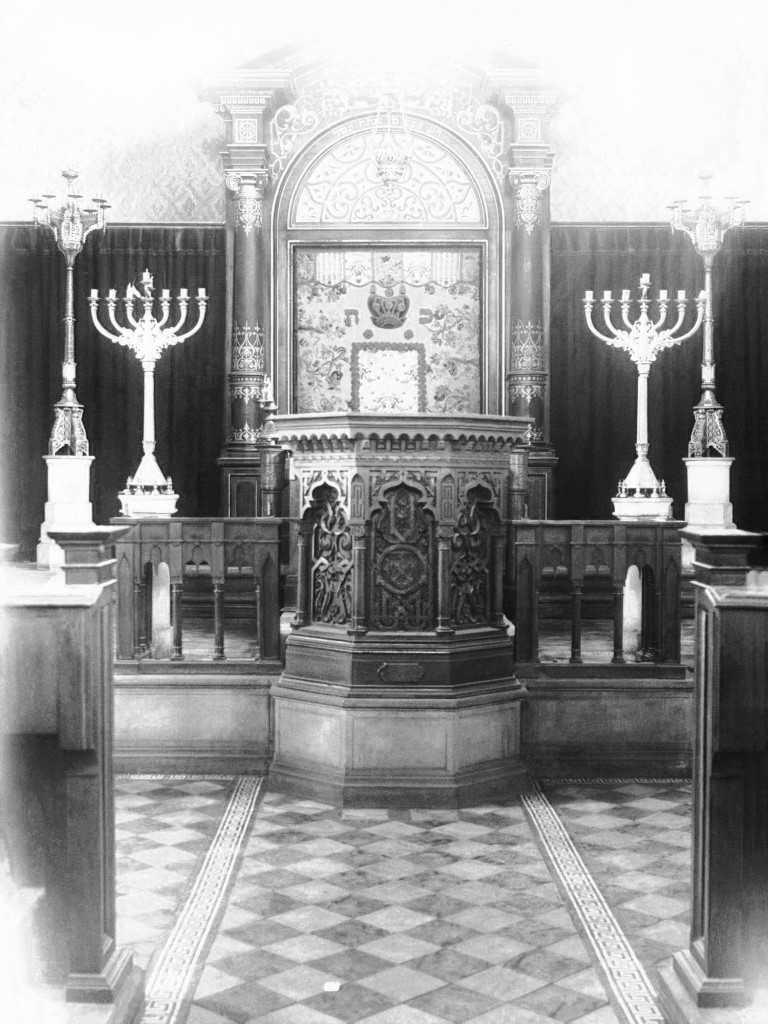
Vue de l'Arche Sainte et de la bimah
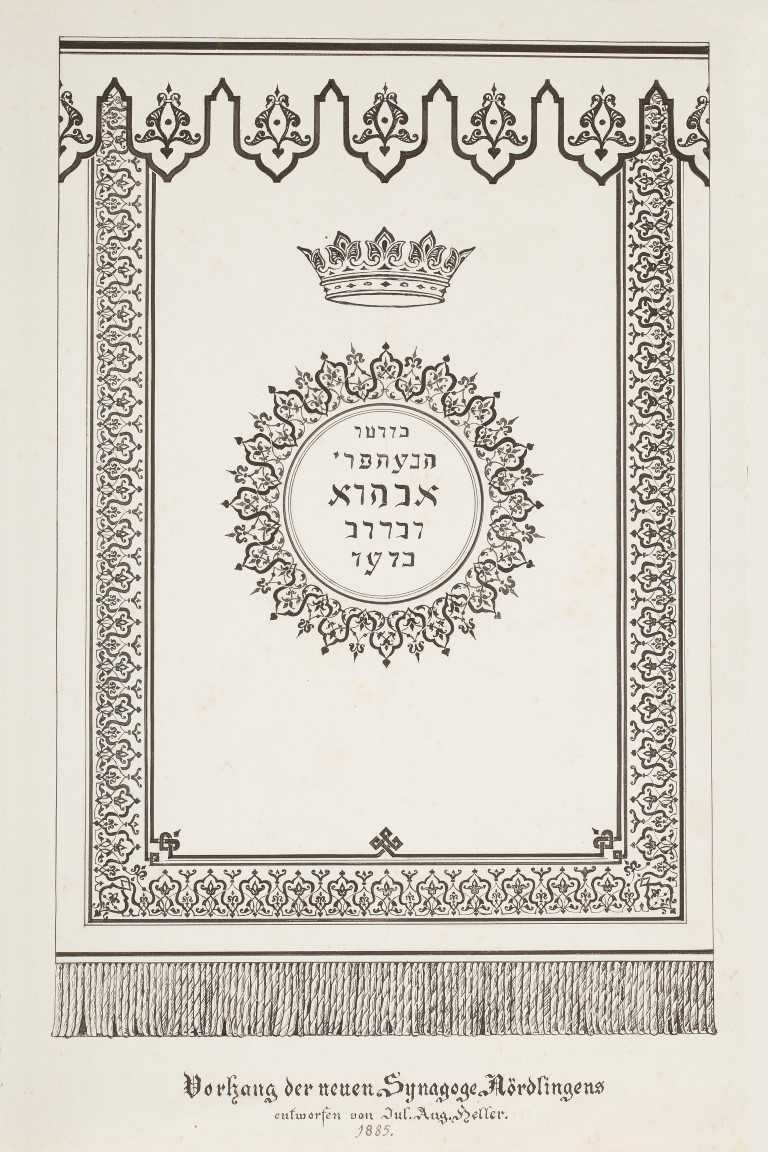
Parochet offert par Julius Heller

Après l'achèvement de la synagogue, le mobilier de l'ancienne synagogue a pu être vendu. On ignore où ce mobilier a été vendu. Une annonce est parue dans la presse juive:
« Suite à la construction de notre nouvelle synagogue, nous devons céder un équipement complet de synagogue, adapté à une petite communauté. Les communautés qui y réfléchissent sont priées de s'adresser au comité soussigné – Nördlingen – Le président de la communauté religieuse: Lazarus Marx. »

### La fin de la synagogue
En 1936, soit trois ans après l'arrivée au pouvoir d'Hitler, la communauté juive de Nördlingen organise une grande fête pour les 50 ans de l'inauguration de la synagogue.
Lors de la nuit de Cristal, le 9 novembre 1938, les vitres de la synagogue sont d'abord brisées, puis le lendemain, le mobilier et les objets rituels sont détruits: les rouleaux de la Torah sont retirés de leur châsse et incendiés dans la cour de la synagogue. Sur ordre du maire, une plaque est ensuite apposée sur la synagogue, déclarant que le bâtiment est la propriété de la ville et qu'il ne faut pas y toucher. Après cette journée, la communauté juive vend la synagogue et le cimetière à la ville pour la somme de 15 000 reichsmarks. Le reste de l'inventaire de la synagogue est retiré de la synagogue et placé dans l'abri antiaérien du marché à grains. La synagogue est alors utilisée comme grenier à céréales

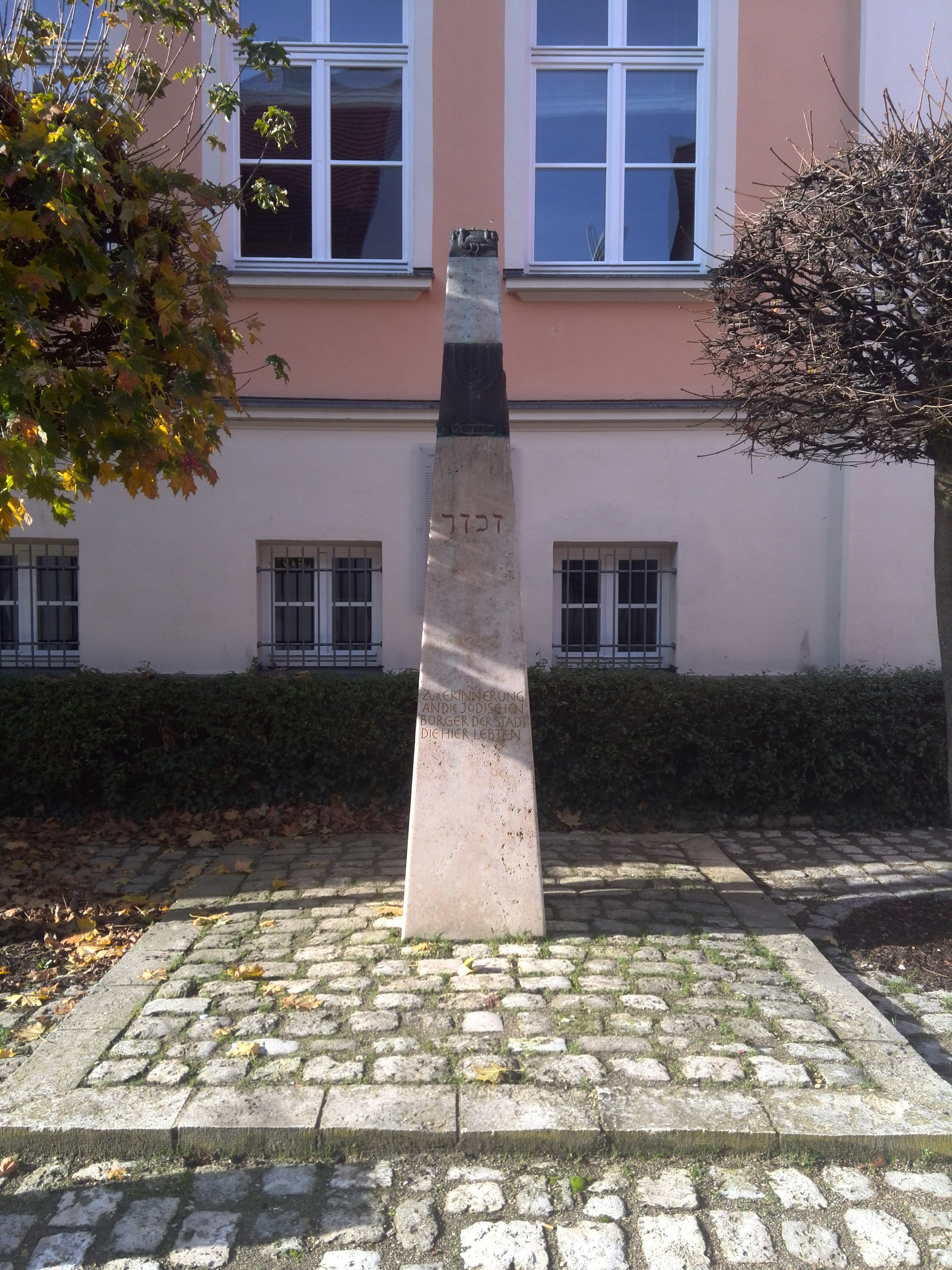
Mémorial dans la Judengasse pour les Juifs assassinés pendant la période nazie

En 1955, l'ancienne synagogue est achetée par la paroisse évangélique luthérienne et partiellement démolie. Une maison paroissiale évangélique est construite à sa place. Au rez-de-chaussée se trouve l'agence pour l'emploi de Nördlingen. En 1997, la maison communale de la paroisse évangélique et les restes de la synagogue sont démolis et en 1998 une maison de retraite à plusieurs étages est construite à sa place.